# Ларкин, Анатолий Иванович
Анатолий Иванович Ларкин (14 октября 1932, Коломна, СССР — 4 августа 2005, Аспен, Колорадо, США) — советский, российский и американский физик-теоретик, широко известный своими работами в области теории конденсированного состояния, признанный учитель нескольких поколений теоретиков. Академик РАН (1991).

## Биография
Родился в Коломне. Получил образование в Московском инженерно-физическом институте (1956). В 1957—65 работал в Институте атомной энергии имени И. В. Курчатова, где защитил кандидатскую диссертацию «Прохождение электронов через плазму» (1959) под руководством А. Б. Мигдала. В 1965 защитил докторскую диссертацию «Вопросы теории сверхпроводимости». С 1966 работал в Институте теоретической физики им. Л. Д. Ландау АН СССР, с 1972 — также профессор Московского государственного университета. 15 марта 1979 года был избран членом-корреспондентом АН СССР по отделению общей физики и астрономии. 7 декабря 1991 года — академиком РАН по отделению физики, энергетики, радиоэлектроники. А. И. Ларкин стал профессором физики в Миннесотском университете, США, с 1995 года.
Скоропостижно скончался 4 августа 2005 года, во время семинара в Аспене, штат Колорадо, США. Похоронен на кладбище села Макарово (городской округ Черноголовка).

## Вклад в науку
А. И. Ларкин — автор более 200 научных работ в области ядерной физики, физики элементарных частиц, теория фазовых переходов, теория плазмы, теории сверхпроводимости, магнетизма и сильно коррелированных электронных систем, теории неупорядоченных систем и квантового хаоса, мезоскопики и нанофизики (nanoscience). Индекс цитирования публикаций А. И. Ларкина превышает 14,000.
В теории элементарных частиц он построил модель возникновения массы фермионов как результат спонтанного нарушения киральной симметрии (модель Вакса-Ларкина-Намбу-Йона-Лазинио). В теории фазовых переходов предложил гипотезу универсальности критических индексов и применил метод ренорм-группы для исследования особенностей термодинамики сегнетоэлектриков.
Построил теорию сверхпроводящих флуктуаций, в частности предсказал парапроводимость (флуктуационный механизм образования куперовских пар) и неоднородное состояние сверхпроводника в магнитном поле (состояние Ларкина-Овчинникова-Фульде-Феррелла).
Разработал теорию сверхпроводящих контактов, теорию критических токов в сверхпроводниках II рода (домены Ларкина, длина пиннинга Ларкина). Развил теорию перехода от классического к квантовому хаосу.

## Награды и премии
- Премия Джона Бардина (2003)
- Премия Онсагера (2002)
- Award of Excellence of the World Congress on Superconductivity (1994)
- Премия «Хьюлетт-Паккард» (1993)
- Медаль Гумбольдта (1993)
- Премия Фрица Лондона (1990)
- Орден Трудового Красного Знамени (1967)